# Rast (Dolj)
Pour les articles homonymes, voir Rast.
Rast est une commune du județ de Dolj en Roumanie.